# Рытова, Галина Михайловна
Галина Михайловна Рытова (род. 10 сентября 1975, Полоска, Калининская область) — российская и казахстанская ватерполистка, вратарь клуба СКИФ и сборной Казахстана. Заслуженный мастер спорта.

## Карьера
В клубе СКИФ с 1995 года. Первые тренеры — А. Соболев, Ю. Прянишников, в настоящее время — заслуженный тренер РФ Сергей Фролов.
В составе «СКИФа» двукратный обладатель Кубка европейских чемпионов (1997, 1999), двукратный бронзовый призёр Кубка европейских чемпионов (1998, 2000).
В составе российской сборной — чемпион Европы (1997), двукратный бронзовый призёр чемпионата Европы (1999, 2001), серебряный призёр Кубка мира (1997), бронзовый призёр Олимпиады-2000 в Сиднее.
В составе сборной Казахстана участвовала в играх Олимпиады-2004 в Афинах, где команда оказалась лишь восьмой.
Сборная Казахстана с Г. Рытовой была второй на Азиаде-2010 в Гуанчжоу и чемпионатах Азии (2009, 2012), где женская сборная Казахстана получила путёвку на следующий чемпионат мира.